# Хиршфелд (Бранденбург)
Хиршфелд (њем. Hirschfeld) општина је у њемачкој савезној држави Бранденбург. Једно је од 33 општинска средишта округа Елбе-Елстер. Према процјени из 2010. у општини је живјело 1.410 становника. Посједује регионалну шифру (AGS) 12062232.

## Географски и демографски подаци
Хиршфелд се налази у савезној држави Бранденбург у округу Елбе-Елстер. Општина се налази на надморској висини од 100 метара. Површина општине износи 20,5 km². У самом мјесту је, према процјени из 2010. године, живјело 1.410 становника. Просјечна густина становништва износи 69 становника/km².